# Antonio Fassina
Antonio Fassina, detto Tony (Valdobbiadene, 26 luglio 1945), è un ex pilota di rally italiano, pluricampione italiano ed europeo di rally negli anni settanta ed ottanta, ora imprenditore privato.

## Biografia
Vincitore del Rally di Sanremo 1979 su Lancia Stratos (navigatore Mauro Mannini) e di un campionato europeo nel 1982 con la Opel Ascona 400 in coppia con Rudy Dal Pozzo.
Dal 1976 al 1981 ha partecipato a cinque edizioni del Rally d'Italia (sempre valido per il campionato del mondo rally e sempre coinciso col Rally di Sanremo), collezionando una vittoria (1979), due terzi (1977 e 1981), un 4º posto (1976) ed un ritiro (1980).
Tony si avvicina al mondo delle corse dopo aver acquistato, assieme ad Alessandro Morosini, una Alpine preparata da Morosini stesso all'interno della sua officina, la Gialex.
La prima corsa a cui ha partecipato è stata il Rally del Piave nel 1969: guidava una Alfa 1750, e suo copilota è stato Tony De Marco.

## Risultati

### Campionato del mondo rally
| 1976 | Scuderia        | Vettura           |  |  |  |  |  |  |  |   |  |  |  |  | Punti | Pos. |
| ---- | --------------- | ----------------- |  |  |  |  |  |  |  | - |  |  |  |  | ----- | ---- |
| 1976 | Antonio Fassina | Lancia Stratos HF |  |  |  |  |  |  |  | 4 |  |  |  |  | -     | -º   |

| 1977 | Scuderia        | Vettura           |  |  |  |  |  |  |  |  |   |  |  |  | Punti | Pos. |
| ---- | --------------- | ----------------- |  |  |  |  |  |  |  |  | - |  |  |  | ----- | ---- |
| 1977 | Antonio Fassina | Lancia Stratos HF |  |  |  |  |  |  |  |  | 3 |  |  |  | -     | -º   |

| 1979 | Scuderia   | Vettura           |  |  |  |  |  |  |  |  |   |  |  |  | Punti | Pos. |
| ---- | ---------- | ----------------- |  |  |  |  |  |  |  |  | - |  |  |  | ----- | ---- |
| 1979 | Jolly Club | Lancia Stratos HF |  |  |  |  |  |  |  |  | 1 |  |  |  | 20    | 10º  |

| 1980 | Scuderia | Vettura         |  |  |  |  |  |  |  |  |     |  |  |  | Punti | Pos. |
| ---- | -------- | --------------- |  |  |  |  |  |  |  |  | --- |  |  |  | ----- | ---- |
| 1980 | Conrero  | Opel Ascona 400 |  |  |  |  |  |  |  |  | Rit |  |  |  | 0     | -º   |

| 1981 | Scuderia              | Vettura         |  |  |  |  |  |  |  |  |  |   |  |  | Punti | Pos. |
| ---- | --------------------- | --------------- |  |  |  |  |  |  |  |  |  | - |  |  | ----- | ---- |
| 1981 | Conrero Squadra Corse | Opel Ascona 400 |  |  |  |  |  |  |  |  |  | 3 |  |  | 12    | 20º  |

| Legenda | 1º posto | 2º posto | 3º posto | A punti | Senza punti | Ritirato | Squalificato | NP=Non partito C=Gara cancellata | Apice=Power stage |

## Palmarès

### Campionato del mondo

L'equipaggio Fassina-Mannini su Lancia Stratos HF nel vittorioso "Sanremo" del 1979

| Anno | Rally            | Navigatore     | Vettura         | Pos. |
| ---- | ---------------- | -------------- | --------------- | ---- |
| 1977 | Rally di Sanremo | Mauro Mannini  | Fiat 131 Abarth | 3º   |
| 1979 | Rally di Sanremo | Mauro Mannini  | Lancia Stratos  | 1º   |
| 1981 | Rally di Sanremo | Rudy Dal Pozzo | Opel Ascona 400 | 3º   |

### Altri risultati
1976
- nel Campionato Italiano Rally su Lancia Stratos

1979
- nel Campionato Italiano Rally su Lancia Stratos

1981
- nel Campionato Italiano Rally su Opel Ascona 400

1982
- nel Campionato europeo rally su Opel Ascona 400